# Siegfried Sorge
Siegfried Sorge (* 5. Februar 1917 in Lebus, Provinz Brandenburg; † 8. April 1995) war ein deutscher Kommunal- und Landespolitiker der SPD und FWG.

## Ausbildung und Beruf
Siegfried Sorge wuchs in Lebus an der Oder auf, nachdem seine Mutter als Kriegerwitwe während des Ersten Weltkriegs dort sesshaft wurde. Er besuchte in Frankfurt (Oder) das humanistische Friedrichsgymnasium. Nach dem Zweiten Weltkrieg siedelte er nach Hessen über und studierte in den Jahren 1946 bis 1949 in Marburg Jura und Volkswirtschaft. Sorge promovierte am 19. Dezember 1951 zum Dr. jur. Seine Dissertation schrieb er über „Die Rechtsstellung des Betriebsrates nach dem Hessischen Betriebsrätegesetz“.
Ab dem 1. Mai 1954 war Sorge Referent im Hessischen Innenministerium in Wiesbaden. Am 1. Februar 1959 übernahm er das Amt des Landrates des Landkreises Biedenkopf von seinem Vorgänger Regierungspräsident a. D. Friedrich Bachmann und hatte es bis zu dessen Auflösung im Zuge der Kreisgebietsreform am 1. Juli 1974 inne. Im gleichzeitig neugebildeten Landkreis Marburg-Biedenkopf wurde er unter dem kommissarischen Landrat Burghard Vilmar kommissarischer Kreisbeigeordneter und war anschließend von Januar 1975 bis Juni 1981 hauptamtlicher Landrat des Landkreises.

### Landrat
In Siegfried Sorges Amtszeit brachte er insbesondere die Idee der europäischen Partnerschaften auf lokaler Ebene voran. Die Freundschaft zur Südtiroler Gemeinde Lüsen wurde gestärkt; so lud man beispielsweise Kinder aus Lüsen ein, ihre Ferien im kreiseigenen Ostseezeltlager nahe Glücksburg auf der Halbinsel Holnis zu verbringen. Eine weitere europäische Verbindung wurde von Sorge gefördert: am 24. Juni 1977 beschloss der Kreistag die offizielle Partnerschaft mit dem englischen District Huntingdonshire. Die Unterzeichnung der Partnerschaftsurkunden erfolgte am 27. Juli 1977 durch Sorge in seiner Funktion als Landrat und durch den Kreistagsvorsitzenden Walter Troeltsch.
Die Stärkung ländlicher Gemeinden war ein weiterer Schwerpunkt der Kommunalpolitik; sie erfolgte in der Zeit der 1960/1970er Jahre insbesondere auch durch den Bau von Dorfgemeinschaftshäuser.

## Parteipolitik
Aus Protest gegen die Gebiets- und Verwaltungsreform in Hessen verließ er die SPD und wechselte zur Freien Wählergemeinschaft, deren hessischer Landesvorsitzender er wurde. Sorge war Spitzenkandidat der FWG zur hessischen Landtagswahl am 8. Oktober 1978.
Von März 1982 bis November 1986 gehörte Sorge als stellvertretender Vorsitzender dem Bundesvorstand der FWG an.

## Auszeichnungen
- Im Jahr 1973 wurde ihm das Verdienstkreuz 1. Klasse der Bundesrepublik Deutschland[6] verliehen.
- Am 13. Juni 1975 wurde ihm die Dr.-Johann-Christian-Eberle-Medaille des Hessischen Sparkassen- und Giroverbandes verliehen.
- Zum 20-jährigen Dienstjubiläum als Landrat erhielt Sorge am 1. Februar 1979 die Ehrenplakette des Landkreises Marburg-Biedenkopf.
- Am 7. März 1990 erhielt er das Große Verdienstkreuz der Bundesrepublik Deutschland.